# 北日德蘭郡
北日德蘭郡（丹麥語：Nordjyllands Amt）是丹麥的一個郡，位於日德蘭半島的東北部，另有萊斯島。2007年1月1日被併入北日德蘭大區。